# Kevin Ferreyra
Kevin Josué Ferreira Chonlón (Cuzco, Perú, 7 de diciembre de 2001) es un futbolista peruano de padre paraguayo. Juega como extremo izquierdo en Ayacucho FC de la Liga1 de Perú.

## Trayectoria

### Alianza Lima
Debutó profesionalmente en Alianza Lima, club en el que fue formado, en la Copa Libertadores 2018 frente a Palmeiras. Jugó en la reserva de Alianza Lima, donde usó la cinta de capitán y marcó varios goles en las últimas temporadas. Con el primer equipo, disputó partidos de la Liga 1 y la Copa Libertadores.

## Estadísticas
Actualizado al 29 de octubre de 2022.
| Club                                                    | Temporada        | Liga  | Liga  | Copa Nacional(1) | Copa Nacional(1) | Copa Internacional | Copa Internacional | Total | Total |
| Club                                                    | Temporada        | Part. | Goles | Part.            | Goles            | Part.              | Goles              | Part. | Goles |
| ------------------------------------------------------- | ---------------- | ----- | ----- | ---------------- | ---------------- | ------------------ | ------------------ | ----- | ----- |
| Alianza Lima                                            | 2018             | 4     | 0     | -                | -                | 1                  | 0                  | 5     | 0     |
| Alianza Lima                                            | 2019             | 2     | 0     | 3                | 1                | -                  | -                  | 5     | 1     |
| Alianza Lima                                            | 2020             | 10    | 0     | -                | -                | 2                  | 0                  | 12    | 0     |
| Total club                                              | Total club       | 16    | 0     | 3                | 1                | 3                  | 0                  | 22    | 1     |
| Cienciano                                               | 2021             | 9     | 0     | 1                | 0                | -                  | -                  | 10    | 0     |
| Total club                                              | Total club       | 9     | 0     | 1                | 0                | 0                  | 0                  | 10    | 0     |
| Sport Huancayo                                          | 2022             | 9     | 0     | -                | -                | 1                  | 0                  | 10    | 0     |
| Total club                                              | Total club       | 9     | 0     | 0                | 0                | 1                  | 0                  | 10    | 0     |
| Total en carrera                                        | Total en carrera | 34    | 0     | 4                | 1                | 4                  | 0                  | 42    | 1     |
| (1)Incluye datos de la Copa Bicentenario (2019 y 2021). |                  |       |       |                  |                  |                    |                    |       |       |

## Palmarés
| Título          | Club         | País | Año  |
| --------------- | ------------ | ---- | ---- |
| Torneo Clausura | Alianza Lima | Perú | 2019 |